# Futebol Clube de Vizela
O Futebol Clube de Vizela é um clube de futebol português, com sede na cidade de Vizela, distrito de Braga. A sua SAD, responsável pelos sub-19, sub-23 e pelo futebol profissional, foi liderada pelo seu Presidente interino, Pedro Rodrigues
No conselho de administração tem também assento o presidente do Clube, Eduardo Guimarães. O FC Vizela é o recordista de presenças na IIª Divisão B Portuguesa (atualmente denominado de Campeonato de Portugal), estando presente nessa competição desde o início desta(1986/87) até 2004/05, ano em que ascendeu à II Liga terminando a época 2005/06 no 11º lugar.
Na época 2008/09, ano em que terminou em 10º lugar, matematicamente tinha a manutenção assegurada, contudo, viu o seu nome envolvido no processo "Apito Dourado", tendo, de forma administrativa, sido despromovido. Após alguns anos longe da ribalta, correndo mesmo o risco de extinguir a coletividade devido a problemas financeiros, o FC Vizela voltou a reerguer-se tendo alcançado a subida à Ledman Liga Pro, na temporada 2015/16.
No seu histórico conta também com uma presença na I Divisão Portuguesa, na época 1984/85, temporada que terminou no último lugar, jogando no estádio do Vitória Sport Clube (na altura Municipal), uma vez que, à data, Vizela pertencia ainda ao Concelho de Guimarães.

## História
O Futebol Clube de Vizela foi fundado no dia 1 de Janeiro de 1939 mas só no dia 16 de Junho do mesmo ano é que elegeu os seus órgãos sociais. Os primeiros presidentes do clube seriam Armando Camelo, João Sousa e Costa Madureira. Embora o Futebol Clube de Vizela tivesse começado como mais uma das muitas filiais do FC Porto, acabaria por se juntar à Associação de Futebol de Braga em 1 de Agosto de 1940; nesse ano feliz para o clube, acabaria também por conquistar o seu primeiro título, o Campeonato da 2ª Divisão. Entre 1972-1989 Carlos Alfredo Santos faz parte integrante da direção do Futebol Clube de Vizela participando no período dourado da história do clube durante a qual este clube atingiu a 1ªDivisão do futebol português.

### Tempos de Glória
Assim aconteceu desde 1966/67 até 1984/85: durante estes anos o Futebol Clube Vizela conseguiu os seus dois maiores feitos. O primeiro resultaria na conquista da Taça de Campeão Nacional depois de ter vencido o Tramagal, em Aveiro por 5-3. Antes, na meia final, tinha vencido o Boavista FC por 3-1 naquele que pode ter sido o jogo mais empolgante e bem sucedido da história do Vizela. Em 1984/85 jogou pela primeira vez a, no último ano dos tempos dourados e de evolução constante do clube. Acabaria por ser despromovido, devido aos parcos lugares disponíveis na primeira liga portuguesa nessa altura e também à competitividade do campeonato.

### 2021: Subida à 1ª Liga
O Vizela venceu o Vilafranquense, por 5-2, e garantiu o regresso ao principal escalão do futebol português, depois da inédita presença em 1984/85. O segundo lugar do Vizela relegou o Arouca para o ‘play-off’ com o Rio Ave e irá jogar a 1ª Divisão Nacional na época 2021/22.

### Datas Marcantes[4]
- 1939: fundação do clube; eleição dos primeiros órgãos sociais do clube;
- 1940: União com a Associação de Futebol de Braga; conquista do primeiro título na história do clube;
- 1966: conquista da Taça de Campeão Nacional; início dos anos dourados do clube;
- 1984: promoção;
- 1985: primeira época passada a jogar na 1ª divisão nacional; final da época dourada do clube;
- 2021: promoção à 1ª Liga Portuguesa.
- 2024: Despromoção á liga 2[5]

## Equipamento
O equipamento tradicional do FC Vizela é azul claro e branco em listas verticais, a fazer lembrar a seleção argentina, utilizando por vezes o calção preto durante a época de 2007/08.

## Estádio
O Estádio do Futebol Clube de Vizela foi construído em 1989 e tem capacidade para 6 000 pessoas. O estádio sofreu obras ampliando a sua capacidade.

## Futebol

### Classificações
| Épocas    | Divisão        | Pos. | J   | V   | E   | D   | GM  | GS  | P   | TP              | Notas                 |
| --------- | -------------- | ---- | --- | --- | --- | --- | --- | --- | --- | --------------- | --------------------- |
| 1942–43   | II Divisão     | 5    | 14  | 4   | 4   | 6   | 27  | 46  | 14  |                 |                       |
| 1943–44   | II Divisão     | 7    | 12  | 1   | 3   | 8   | 13  | 35  | 5   |                 |                       |
| ...       | ...            | ...  | ... | ... | ... | ... | ... | ... | ... | ...             | ...                   |
| 1962–63   | III Divisão    | 4    | 10  | 4   | 1   | 5   | 28  | 25  | 9   |                 |                       |
| 1963–64   | III Divisão    | 4    | 10  | 5   | 0   | 5   | 21  | 35  | 10  |                 |                       |
| 1964–65   | III Divisão    | 2    | 10  | 7   | 1   | 2   | 30  | 12  | 15  |                 |                       |
| 1965–66   | III Divisão    | 5    | 10  | 2   | 5   | 3   | 10  | 11  | 9   |                 |                       |
| 1966–67   | III Divisão    | 1    | 10  | 7   | 3   | 0   | 26  | 8   | 17  |                 | Promovido             |
| 1967–68   | II Divisão     | 13   | 26  | 10  | 2   | 14  | 40  | 58  | 22  | 1ª Eliminatória | Despromovido          |
| 1968–69   | III Divisão    | 1    | 22  | 12  | 6   | 4   | 46  | 20  | 30  | 1/16 Final      | Promovido             |
| 1969–70   | II Divisão     | 9    | 26  | 8   | 8   | 10  | 30  | 43  | 24  | 2ª Eliminatória |                       |
| 1970–71   | II Divisão     | 14   | 26  | 2   | 4   | 20  | 15  | 53  | 8   | 3ª Eliminatória | Despromovido          |
| 1971–72   | III Divisão    | 7    | 30  | 14  | 4   | 12  | 46  | 36  | 32  | 2ª Eliminatória |                       |
| 1972–73   | III Divisão    | 10   | 30  | 11  | 9   | 10  | 48  | 41  | 31  | 1ª Eliminatória |                       |
| 1973–74   | III Divisão    | 14   | 36  | 11  | 9   | 16  | 49  | 63  | 31  | 1ª Eliminatória |                       |
| 1974–75   | III Divisão    | 17   | 38  | 9   | 11  | 18  | 43  | 72  | 29  | 1ª Eliminatória | Despromovido          |
| ...       | ...            | ...  | ... | ... | ... | ... | ... | ... | ... | ...             | ...                   |
| 1977–78   | III Divisão    | 9    | 30  | 8   | 12  | 10  | 34  | 37  | 28  | 1ª Eliminatória |                       |
| 1978–79   | III Divisão    | 5    | 30  | 12  | 9   | 9   | 40  | 42  | 33  | 3ª Eliminatória |                       |
| 1979–80   | III Divisão    | 2    | 30  | 17  | 8   | 5   | 40  | 21  | 42  | 2ª Eliminatória | Promovido             |
| 1980–81   | II Divisão     | 14   | 30  | 6   | 10  | 14  | 30  | 48  | 22  | 1ª Eliminatória | Despromovido          |
| 1981–82   | III Divisão    | 1    | 30  | 19  | 9   | 2   | 49  | 11  | 47  | 1ª Eliminatória | Promovido             |
| 1982–83   | II Divisão     | 2    | 30  | 16  | 6   | 8   | 48  | 28  | 38  | 3ª Eliminatória |                       |
| 1983–84   | II Divisão     | 1    | 30  | 19  | 4   | 7   | 53  | 22  | 42  | 1/4 Final       | Promovido             |
| 1984–85   | I Divisão      | 16   | 30  | 4   | 7   | 19  | 31  | 71  | 15  | 3ª Eliminatória | Despromovido          |
| 1985–86   | II Divisão     | 3    | 30  | 14  | 11  | 5   | 45  | 25  | 39  | 3ª Eliminatória |                       |
| 1986–87   | II Divisão     | 4    | 30  | 11  | 12  | 7   | 29  | 25  | 34  | 1/16 Final      |                       |
| 1987–88   | II Divisão     | 6    | 38  | 18  | 9   | 11  | 51  | 34  | 45  | 3ª Eliminatória |                       |
| 1988–89   | II Divisão     | 9    | 34  | 12  | 11  | 11  | 38  | 38  | 35  | 1/4 Final       |                       |
| 1989–90   | II Divisão     | 15   | 34  | 10  | 7   | 17  | 35  | 46  | 27  | 1ª Eliminatória | [A]                   |
| 1990–91   | II Divisão B   | 10   | 38  | 17  | 7   | 14  | 59  | 49  | 41  | 1/8 Final       |                       |
| 1991–92   | II Divisão B   | 6    | 34  | 12  | 11  | 11  | 49  | 50  | 35  | 3ª Eliminatória |                       |
| 1992–93   | II Divisão B   | 2    | 32  | 15  | 8   | 9   | 49  | 35  | 38  | 4ª Eliminatória |                       |
| 1993–94   | II Divisão B   | 13   | 34  | 10  | 11  | 13  | 44  | 39  | 31  | 4ª Eliminatória |                       |
| 1994–95   | II Divisão B   | 14   | 34  | 9   | 12  | 13  | 41  | 50  | 30  | 4ª Eliminatória |                       |
| 1995–96   | II Divisão B   | 4    | 34  | 20  | 10  | 4   | 55  | 25  | 70  | 2ª Eliminatória |                       |
| 1996–97   | II Divisão B   | 10   | 34  | 11  | 12  | 11  | 35  | 37  | 45  | 2ª Eliminatória |                       |
| 1997–98   | II Divisão B   | 12   | 34  | 13  | 6   | 15  | 42  | 43  | 45  | 1/8 Final       |                       |
| 1998–99   | II Divisão B   | 5    | 34  | 15  | 9   | 10  | 58  | 40  | 54  | 3ª Eliminatória |                       |
| 1999–2000 | II Divisão B   | 6    | 34  | 13  | 9   | 12  | 33  | 46  | 48  | 5ª Eliminatória |                       |
| 2000–01   | II Divisão B   | 5    | 38  | 16  | 12  | 10  | 71  | 47  | 60  | 3ª Eliminatória |                       |
| 2001–02   | II Divisão B   | 12   | 38  | 12  | 12  | 14  | 42  | 49  | 48  | 2ª Eliminatória |                       |
| 2002–03   | II Divisão B   | 4    | 38  | 18  | 10  | 10  | 52  | 34  | 64  | 3ª Eliminatória |                       |
| 2003–04   | II Divisão B   | 3    | 36  | 19  | 10  | 7   | 56  | 35  | 67  | 2ª Eliminatória |                       |
| 2004–05   | II Divisão B   | 1    | 38  | 23  | 7   | 6   | 74  | 32  | 82  | 2ª Eliminatória | Promovido             |
| 2005–06   | 2ª Liga        | 11   | 34  | 11  | 11  | 12  | 42  | 48  | 44  | 5ª Eliminatória |                       |
| 2006–07   | 2ª Liga        | 13   | 30  | 9   | 7   | 14  | 29  | 32  | 34  | 4ª Eliminatória |                       |
| 2007–08   | 2ª Liga        | 3    | 30  | 13  | 11  | 6   | 40  | 22  | 50  | 4ª Eliminatória |                       |
| 2008–09   | 2ª Liga        | 10   | 30  | 7   | 16  | 7   | 28  | 32  | 37  | 1/8 Final       | Despromovido [B]      |
| 2009–10   | II Divisão B   | 3    | 28  | 13  | 10  | 5   | 41  | 24  | 49  | 2ª Eliminatória |                       |
| 2010–11   | II Divisão B   | 7    | 30  | 10  | 13  | 7   | 36  | 29  | 43  | 1ª Eliminatória |                       |
| 2011–12   | II Divisão B   | 11   | 30  | 9   | 11  | 10  | 40  | 42  | 38  | 4ª Eliminatória |                       |
| 2012–13   | II Divisão B   | 4    | 30  | 14  | 9   | 7   | 41  | 29  | 51  | 2ª Eliminatória |                       |
| 2013–14   | CdP-Série B    | 2    | 18  | 9   | 5   | 4   | 23  | 16  | 32  | 2ª Eliminatória |                       |
| 2013–14   | CdP-Subida     | 3    | 14  | 8   | 3   | 3   | 25  | 12  | 27  | 2ª Eliminatória |                       |
| 2014–15   | CdP-Série B    | 3    | 18  | 12  | 3   | 3   | 27  | 7   | 39  | 1/8 Final       |                       |
| 2014–15   | CdP-Manutenção | 1    | 14  | 5   | 7   | 2   | 23  | 17  | 42  | 1/8 Final       |                       |
| 2015–16   | CdP-Série B    | 2    | 18  | 11  | 5   | 2   | 24  | 13  | 35  | 1ª Eliminatória | Promovido             |
| 2015–16   | CdP-Subida     | 1    | 14  | 9   | 4   | 1   | 20  | 11  | 31  | 1ª Eliminatória | Promovido             |
| 2016–17   | 2ª Liga        | 19   | 42  | 9   | 19  | 14  | 39  | 49  | 46  | 4ª Eliminatória | Despromovido          |
| 2017–18   | CdP-Série A    | 1    | 30  | 22  | 7   | 1   | 53  | 11  | 73  | 4ª Eliminatória | [C]                   |
| 2017–18   | CdP-Subida     | 5    | 1   | 1   | 0   | 1   | 1   | 2   | 3   | 4ª Eliminatória | [C]                   |
| 2018–19   | CdP-Série A    | 1    | 34  | 23  | 7   | 4   | 73  | 13  | 75  | 1ª Eliminatória | [C]                   |
| 2018–19   | CdP-Subida     | 5    | 1   | 1   | 0   | 1   | 3   | 3   | 3   | 1ª Eliminatória | [C]                   |
| 2019–20   | CdP-Série A    | 1    | 25  | 19  | 3   | 3   | 64  | 20  | 60  | 4ª Eliminatória | Promovido [D]         |
| 2020–21   | 2ª Liga        | 2    | 34  | 20  | 10  | 4   | 55  | 26  | 66  | 3ª Eliminatória | Promovido             |
| 2021-22   | 1ª Liga        | 14   | 34  | 7   | 12  | 15  | 37  | 58  | 33  | 1/4 Final       |                       |
| 2022-23   | 1ª Liga        | 11   | 34  | 11  | 7   | 16  | 34  | 38  | 40  | 4ª Eliminatória |                       |
| 2023-24   | 1ª Liga        | 16   | 34  | 5   | 11  | 18  | 36  | 66  | 26  | 1/4 Final       | Despromovido          |
| 2024-25   | 2ª Liga        | 3    | 34  | 17  | 11  | 6   | 50  | 30  | 62  | 2ª Eliminatória | Playoff de Subida [E] |
| 2025-26   | 2ª Liga        |      |     |     |     |     |     |     |     |                 | A decorrer            |

A. ↑  Foi introduzida a Segunda Divisão de Honra como 2º escalão de futebol, passando a II Divisão a situar-se no 3º escalão do futebol português.
B. ↑  Despromoção administrativa à II Divisão B devido ao processo Apito Dourado
C. ↑  Eliminado nos quartos de final do play-off de promoção.
D. ↑  Devido à pandemia de COVID-19 em Portugal, o Campeonato de Portugal de 2019–20 foi interrompido quando faltavam 9 jornadas para concluir a 1ª fase. A FPF decidiu promover, aquando do momento da interrupção, as 2 equipas com mais pontos entre os 4 líderes de série.
E.↑  Playoff de subida à primeira liga. Os jogos do playoff foram contra o AFS (Jornada 1: AFS 3 - 0 FCV | Jornada 2: FCV 2 - 2 AFS)

### Presenças
Atualizado no final da época 2020/21.
| Competição             | Nº Presenças | Títulos                          |
| ---------------------- | ------------ | -------------------------------- |
| I Divisão/1ª Liga      | 4            |                                  |
| 2ª Liga                | 7            |                                  |
| II Divisão             | 13           |                                  |
| II Div. B              | 19           | 1 (2004/05 - Campeão Zona Norte) |
| Campeonato de Portugal | 6            |                                  |
| III Divisão            | 14           | 2 (1966/67 e 1981/82)            |
| Taça de Portugal       | 55           |                                  |
| Taça da Liga           | 3            |                                  |

### Curiosidades

#### Liga Portuguesa
|                      |     | Temporada |
| -------------------- | --- | --------- |
| Melhor Classificação | 16º | 2022/23   |
| Pior Classificação   | 16º | 1984/85   |

#### 2ª Liga / Liga de Honra
|                      |     | Temporada |
| -------------------- | --- | --------- |
| Melhor Classificação | 2º  | 2020/21   |
| Pior Classificação   | 19º | 2016/17   |

#### Taça de Portugal
|                      |           | Temporada                           |
| -------------------- | --------- | ----------------------------------- |
| Melhor Classificação | 1/4 Final | 1983/84, 1988/89, 2021/22 e 2023/24 |

#### Taça da Liga
|                      |                | Temporada |
| -------------------- | -------------- | --------- |
| Melhor Classificação | Fase de Grupos | 2016/17   |

### Camadas Jovens
O Futebol Clube de Vizela conta com uma equipa de juniores, juvenis e iniciados bastante ativa, que fornece bastantes jogadores à equipa principal. O exemplo histórico mais perfeito é o de Alexandre Margarido, um filho de Vizela e um dos melhores jogadores de sempre do clube; um bom exemplo recente é o de André Cunha, aprovado na primeira equipa para a época 2007/08.
A equipa sub-19 do Futebol Clube de Vizela foi campeão nacional da II divisão e garantiu a também a subida à I divisão deste escalão etário na época de 2024-2025. 